# Theophil Noack
Theophil Johann Noack (* 20. September 1840 in Wusterbarth; † 31. März 1918 in Braunschweig) war ein deutscher Zoologe und Lehrer.

## Leben und Wirken
Ab 1858 studierte Noack Naturgeschichte und Geographie an der Universität Halle und anschließend an der Universität Leipzig, wo er 1865 promoviert wurde. Von 1860 bis 1874 war er Lehrer in einer Oberschule in Stettin und von 1874 bis 1911 Professor am Herzoglichen Realgymnasium in Braunschweig. Noacks Forschungsschwerpunkt war die afrikanische Säugetierfauna. 1906 beschrieb er den mysteriösen Afrikanischen Zwergelefanten (Loxodonta pumilio) auf der Basis eines Exemplars, das Carl Hagenbeck vom New Yorker Bronx Zoo erwarb. In der Folgezeit stellte sich jedoch heraus, dass Loxodonta pumilio lediglich ein kleinwüchsiges Exemplar des Waldelefanten (Loxodonta cyclotis) darstellt und somit kein valides Taxon ist. Weitere von Noack beschriebene Taxa sind Noacks Blattnasenfledermaus (Hipposideros ruber), der Kleinohr-Bilch (Graphiurus microtis), die Böhm-Nacktsohlenrennmaus (Gerbilliscus boehmi), die Kaiser-Buschratte (Aethomys kaiseri) und der Somali-Wildesel (Equus asinus somaliensis). 1894 stellte er die Gattung Dorcatragus für die im selben Jahr von Josef Menges als Oreatragus megalotis beschriebene Beira auf.
Viele von Noacks Artikeln wurden in den Reihen Zoologischer Anzeiger und Zoologische Jahrbücher veröffentlicht, die von der Deutschen Zoologischen Gesellschaft herausgegeben wurden.
Noack war mit Alzira geb. Fölzer (* 8. Oktober 1857 in Porto Alegre in Brasilien) verheiratet. Aus dieser Ehe gingen die Kinder Ricarda und Hans hervor.

## Artikel (Auswahl)
- Pindari Carmen Nemeacum interpretatus est (Eine Interpretation über Pindars erste nemeische Ode), Cöstlin, 1867, S. 1–30 (Online)
- Neues aus der Tierhandlung von Karl Hagenbeck, sowie aus dem Zoologischen Garten in Hamburg In: Der Zoologische Garten Nr. 3, 1884, S. 75
- Über das zottelige Nashorn (Rhinoceros lasiotis) In: Der Zoologische Garten Nr. 3, 1884, S. 138–144
- Beiträge zur Kenntniss der Säugetier-Fauna von Ost- und Central-Afrika In: Zoologische Jahrbücher, Band 2, Verlag von Gustav Fischer, 1887, S. 193–302 (Online)
- Beiträge zur Kenntniss der Säugethierfauna von Süd- und Südwest-Afrika In: Zoologische Jahrbücher, Band 4, Verlag von Gustav Fischer, 1887, S. 94–96 (Online)
- Beiträge zur Kenntnis der Säugetier-Fauna von Ostafrika, 1891 (Online)
- Neue Beiträge zur Kenntniss der Säugethier-Fauna von Ostafrika, 1893 (Online)
- Über die neue von Herrn J. Menges beschriebene Antilope des Somali-Landes, 1894 (Online)
- Equus Przewalskii, 1902 (Online)
- Ein neuer Hirsch aus der Dschungarei, 1902 (Online)
- Die Entwicklung des Schädels von Equus Przewalskii, 1902 (Online)
- Das Zebra vom Kilimandscharo, 1902 (Online)
- Centralasiatische Steinböcke, 1902 (Online)
- Zur Entwicklung von Equus Przewalskii, 1903 (Online)
- Der Schädel von Capra Mengesi, 1903 (Online)
- Zur Säugetierfauna des Tian-Schan, 1903 (Online)
- Die Steinböcke des Altaigebietes, 1903 (Online)
- Asiatische Bären der Arctos- und Tibetanus-Reihe, 1903 (Online)
- Ein neuer Cephalophus, 1904 (Online)
- Analyse der Herberstainschen Abbildungen des Ur und des Wisent, 1905 (Online)
- Bären aus der Mongolei, 1905 (Online)
- Eine Zwergform des afrikanischen Elefanten, 1906 (Online)